# قشلاق اغداش محرم
قشلاق اغداش محرم یک روستا در ایران است که در استان اردبیل واقع شده‌است.